# Los de Ramón
Los de Ramón fueron un grupo folclórico chileno, conformado por la familia de Raúl de Ramón, su esposa María Eugenia Silva y sus dos hijos Carlos Alberto y Raúl Eduardo.
Con Chomedahue, en la comuna de Santa Cruz, como su lugar de origen, Los de Ramón investigaron el folclor chileno y latinoamericano, interpretando sus canciones con instrumentos típicos de cada país.

## Historia
Con su mujer, María Eugenia Silva, en 1956 decidió presentar en escenarios reales los mismos espectáculos vocales que realizaban juntos de manera privada e informal. El dúo apareció en el Hotel Carrera y poco después en la Radio Minería. Fue la génesis de la aventura de Los de Ramón, aunque las primeras grabaciones fueron realizadas bajo el llamado de Dúo de Ramón-Silva (siguiendo la nomenclatura de colaboraciones dentro de la música típica: Dúo Rey-Silva, Dúo Leal-Del Campo, Dúo Bascuñán-Riquelme).
Sin embargo, como el matrimonio entre Raúl y María Eugenia era vox populi. Luego de un tiempo, el público que los conocía acostumbraba anunciar de boca en boca sus conciertos diciendo «van a cantar los de Ramón». El conjunto dejó su nombre original y adoptó definitivamente el de Los de Ramón. Utilizaban todo tipo de instrumental latinoamericano poco común de observar por esos tiempos: cuatro venezolano, bandurria ecuatoriana, tiple colombiano, requinto mexicano, charango andino e incluso cavaquinho brasileño. Y además lucían vestimentas típicas de todos estos países.
Raúl de Ramón fue el primer «recopilador» —como Margot Loyola lo asume para el mundo folclórico interno— hacia la música de raíz más allá de nuestras fronteras administrativas. Y de paso fue un hábil estratega al darle un carácter de espectáculo y muestra a sus hallazgos como viajero de estudios.
Grabaron más de trece long plays (LP), dos de ellos producidos en México, con música chilena y del resto del continente, destacándose Arreo en el viento y Nostalgia colchagüina.

## Reconocimientos
De Ramón y Silva fueron declarados hijos ilustres de Santa Cruz, y junto con sus hijos tienen un espacio dedicado en el Museo de Colchagua. Raúl de Ramón murió el 19 de abril de 1984 y María Eugenia Silva, el 20 de marzo de 2002.

## Discografía
Sello Odeón:
78 RPM: María Eugenia Silva y Raúl de Ramón con acomp.
- 87-046: «La barquilla» (vals) - «La torre de tu amor» (tonada)
- 87-047: «La golondrina» (vals) - «A cantar a una niña» (mazurka)

Sello RCA Víctor:
Long play 33 1/3 RPM:
- CML-2024: Los de Ramón (1960)
  - Lado A: 1. «Señora María Rosa» - 2. «Sombra en los médanos» - 3. «Adiós florecita blanca» - 4. «La nochera» - 5. «Ábreme la puerta, vidita» - 6. «La flor de la canela» - 7. «El marañón»
  - Lado B: 1. «Cocula» - 2. «El negrito del Batey» - 3. «El canelazo» - 4. «Virgen de Sullapa» - 5. «Recuerdos de Ypacarai» - 6. «El buen borincano» - 7. «El sol y la luna»
- Fiesta venezolana (1961)
- Arreo en el viento (1962)
- Nostalgia colchagüina (1963)
- Una imagen de Chile (1964)
- Misa chilena (1965)
- Paisaje humano de Chile (1966)
- Panorama folklórico latinoamericano (2) (1966)
- Los de Ramón en familia (1967)
- El arca de Los de Ramón (1968)
- Los de Ramón en América (1969)
- Viento en el Tamarugal (1968)
- Lo mejor de Los de Ramón (1979)